# Concelho do Paul
Concelho do Paul (portugisiska: Paul) är en kommun i Kap Verde. Den ligger i den nordvästra delen av landet, 290 km nordväst om huvudstaden Praia. Antalet invånare är 6 997. Arean är 54 kvadratkilometer. Concelho do Paul ligger på ön Santo Antão. Concelho do Paul gränsar till Porto Novo och Ribeira Grande. 
Terrängen i Concelho do Paul är bergig åt sydväst, men åt nordost är den kuperad.
Följande samhällen finns i Concelho do Paul:
- Pombas